# Sierlijke woudbraam
Sierlijke woudbraam (Rubus nigricans) is een plantensoort uit het geslacht braam (Rubus).

## Determinatie
Sierlijke woudbraam is een groenblijvende halfstruik. De bladloot is neerliggend, afgerond tot stompkantig en bereikt een dikte van 2–6 mm. De bladloot is zwak tot vrij dicht behaard, met per 5 cm (120–)200 klieren, klierstekels en kleine stekeltjes, door talrijke overgangen verbonden met de grote stekels, waarvan er per internodium ± 3–20(–40) aanwezig zijn. De grote stekels zijn naaldvormig of uit een 1–4 mm brede voet zeer snel versmald. Ze staan teruggericht tot iets gebogen, maar zelden ook haakvormig. De bladeren van sierlijke woudbraam zijn drietallig. Aan de bovenzijde zijn ze vrij dicht behaard en aan de onderzijde weinig behaard tot vrijwel kaal. Sierlijke woudbraam bloeit relatief vroeg; de hoofdbloei vindt plaats in juni.

## Ecologie
Sierlijke woudbraam is een soort die sterk is gebonden aan oude bosgebieden, vooral op leem en lemig zand. Het gaat om mesotrofe, humusrijke, basenarme standplaatsen. De soort komt vooral voor aan bosranden, langs bospaden en op kapvlakten en stormgaten.

### Syntaxonomie
In de syntaxonomie staat sierlijke woudbraam te boek als kensoort voor het verbond van framboos en wijfjesvaren. Binnen het voornoemde verbond geldt de soort als preferente soort voor de naar haar vernoemde associatie van sierlijke woudbraam.

## Verspreiding
Het verspreidingsgebied van sierlijke woudbraam strekt zich uit over West- en Centraal-Europa, vanaf Zuid-Zweden en de Baltische staten tot in Noord-Spanje en Ierland. In Nederland is sierlijke woudbraam landelijk gezien een zeldzame soort. Het zwaartepunt ligt in Zuid-Limburg, waar ze algemeen is.